# غويليرمي سيكويرا
غويليرمي سيكويرا (بالبرتغالية: Guilherme Madalena Siqueira‏)، مواليد 28 أبريل 1986 في فلوريانوبوليس - البرازيل) لاعب كرة قدم برازيلي يلعب حاليا لصالح نادي أتلتيكو مدريد الأسباني منذ عام 2014 في مركز الظهير الأيسر.

## روابط خارجية
- غويليرمي سيكويرا على موقع الاتحاد الأوربي (الإنجليزية)
- غويليرمي سيكويرا على موقع قاعدة بيانات كرة القدم.إي يو (الإنجليزية)
- غويليرمي سيكويرا على موقع Soccerbase.com (لاعب) (الإنجليزية)
- غويليرمي سيكويرا على موقع Soccerway.com (الإنجليزية)
- غويليرمي سيكويرا على موقع عالم كرة القدم.نت (الإنجليزية)
- غويليرمي سيكويرا على موقع كووورة
- غويليرمي سيكويرا على موقع AS.com (الإسبانية)